# Riksmötet 2006/2007
Riksmötet 2006/07 var Sveriges riksdags verksamhetsår 2006–2007. Det pågick från riksmötets öppnande den 3 oktober 2006 till den 18 september 2007.
Till ny talman valdes vid riksdagens första sammanträde den 2 oktober 2006 Per Westerberg (M).